# Заздровка
Заздровка (укр. Заздрівка) — село на Украине, находится в Хорошевском районе Житомирской области.
Население по переписи 2001 года составляет 79 человек. Почтовый индекс — 12141. Телефонный код — 4145. Занимает площадь 0,234 км².

## История
В 1946 году указом ПВС УССР село Колония-Найдер переименовано в Заздровка.

## Адрес местного совета
12140, Житомирская область, Хорошевский р-н, с. Дворище, ул. Ленина, 10, тел.: 6-12-31